# Udby + -
Udby + - er en eksperimentalfilm med ukendt instruktør.